# Иваницкая, Ольга Васильевна
О́льга Васи́льевна Ивани́цкая или О́ля Ивани́цки (серб. Оља (Олга) В. Ивањицки / Olja (Olga) V. Ivanjicki; 10 мая 1931, Белград — 24 июня 2009, там же) — сербская художница русского происхождения, скульптор, архитектор, дизайнер костюмов, писательница и поэтесса. Особенно известна своими картинами в стиле авангардного искусства, провела более 100 персональных выставок, как на родине, так и за рубежом.

## Биография
Родилась 10 мая 1931 года в городе Панчево Королевства Югославия в семье русских беженцев Василия Васильевича Иваницкого и Вероники Михайловны Пиотровской, которые вынуждены были покинуть Россию из-за начавшейся Октябрьской революции. Детство провела в Крагуеваце, позже переехала в Белград, окончила Белградскую академию изящных искусств, где проходила обучение под руководством знаменитого скульптора Сретена Стояновича.
Несмотря на базовое образование скульптора, больше проявляла себя в живописи, уже в 1950-е годы написала несколько первых своих картин. Получила известность в 1959 году, присоединившись к новообразованному объединению «Медиала», группе художников, писателей и архитекторов, внёсших значительный вклад в искусство Югославии того периода (была единственной художницей в группе). Окончив аспирантуру в 1962 году, удостоилась стипендии Фонда Форда и отправилась продолжать обучение в США, здесь познакомилась в том числе с новомодным поп-артом. По возвращении в Сербию применяла полученные в Америке знания относительно сербского традиционного искусства.

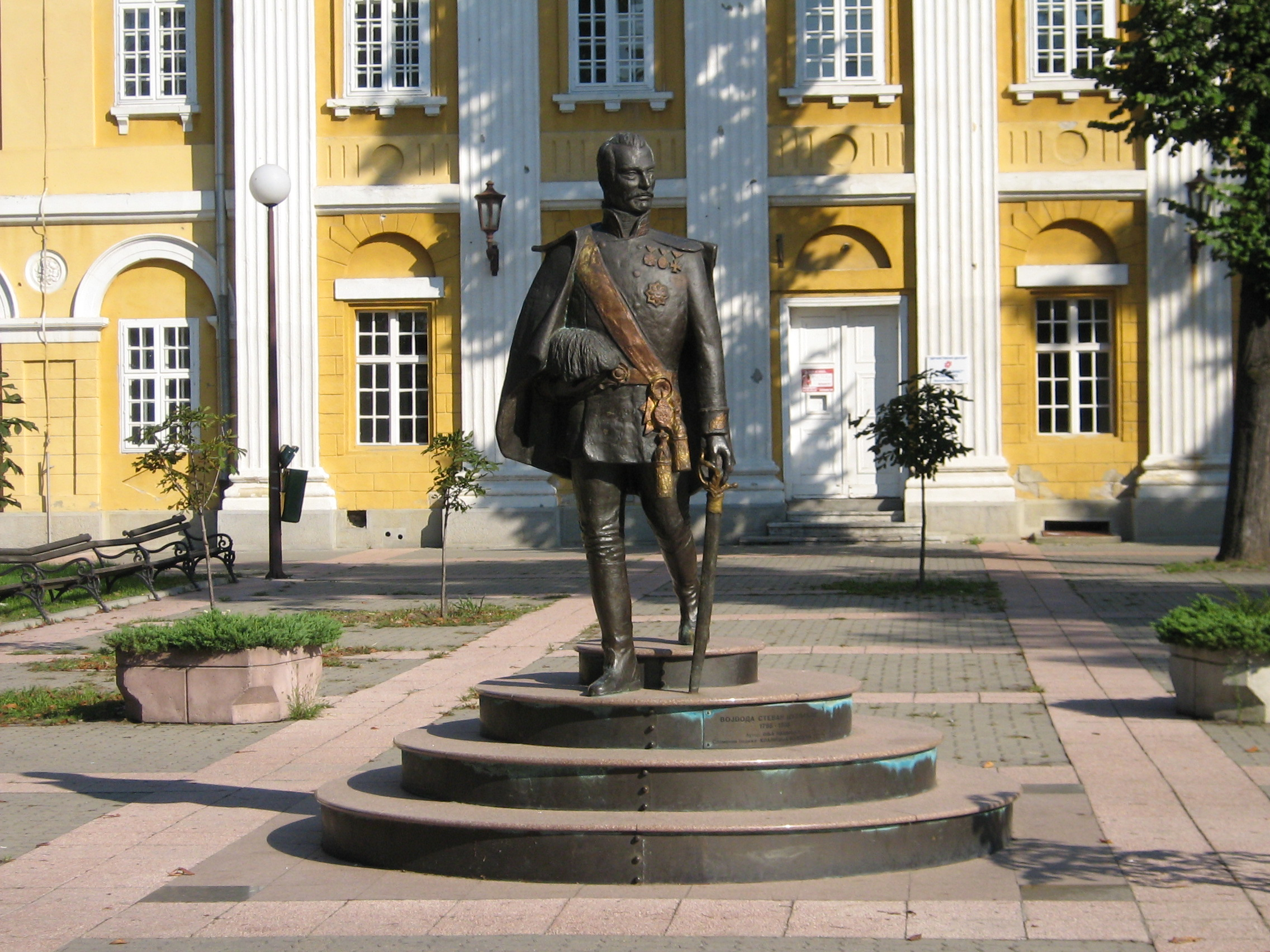

За свою долгую творческую жизнь Иваницкая провела более ста персональных выставок, многие её работы разошлись по музеям и частным коллекциям. Оставила некоторый след в архитектуре, автор проектов мемориальных комплексов, памятников, мостов и даже автомобилей. Увлекалась созданием традиционных сербских костюмов, часто сотрудничала с белградскими театрами, шила народные костюмы для исторических театральных постановок. Выпустила несколько книг со стихами собственного сочинения, а также сборник переписки с видными представителями югославского искусства. В поздние годы занималась административной деятельностью, поддерживала молодых живописцев, входила в состав Белградской ассоциации художников, в 2007 году учредила фонд своего имени. В соответствии с опросом общественного мнения признана лучшей художницей Югославии XX века, была включена в список 200 мировых интеллектуалов по версии Биографического центра Кембриджского университета.
Умерла 24 июня 2009 года в Белграде после перенесённой операции на сердце. Похоронена на Аллее почётных граждан Белградского Нового кладбища.